# Partido judicial de Éibar
El partido judicial de Éibar (en euskera Eibarko barruti judiziala) es uno de los seis partidos en los que se divide la provincia de Guipúzcoa, en la comunidad autónoma del País Vasco, España.

## Ámbito geográfico
Municipios:
- Deva
- Éibar
- Elgóibar
- Mendaro
- Motrico
- Soraluze-Placencia de las Armas